# Lophidium fluminense
Lophidium fluminense là một loài dương xỉ trong họ Schizaeaceae. Loài này được Miers ex J.W. Sturm Underw. ex Maxon mô tả khoa học đầu tiên năm 1909.